# 成都信息工程大学
成都信息工程大学（英語：Chengdu University of Information Technology），简称成信大，是四川省和中国气象局、国家统计局共建、四川省重点发展的部省共建院校。学校入选中国首批“卓越工程师教育培养计划”、“2011计划”、“中西部高校基础能力建设工程”、四川省首批“一流学科”建设高校，四川省高等学校“双一流”学科贡嘎计划建设高校，为国际CDIO组织正式成员、全国CDIO工程教育模式试点工作组副组长单位、中国气象人才培养联盟成员，全国气象科教融合创新联盟副主任委员单位，四川省网络空间安全协会理事长单位。是第一所为中国人民解放军火箭军部队培养国防生的一般本科院校，是以信息学科和大气学科为重点，学科交叉为特色，工学、理学、管理学为主要学科门类的省属重点大学，被誉为“气象工程人才摇篮”、“统计工作者的摇篮”。
成都信息工程大学创建于1951年，前身为中国人民解放军西南空军气象干部训练大队，原名成都气象学院。1980年9月，学校成为首批具有学士学位授予权的高等院校。2000年，更名为成都信息工程学院；2001年2月27日，原直属国家统计局的国家级重点中专—四川统计学校并入学校。2003年，学校获得硕士学位授予权；2010年，成为四川省人民政府与中国气象局签约共建学校；2015年4月，经中华人民共和国教育部批准，更名为成都信息工程大学。2016年，被四川省学位委员会和教育厅列为新增博士学位授予权建设单位，2023年成为四川省人民政府与国家统计局签约“局省共建”学校。
截至2023年12月，学校有航空港、龙泉两个校区，占地面积2000余亩；下设19个学院（部、中心），开设53个本科专业；现有3个省级“一流学科”建设学科，5个省级重点学科，有1个博士后科研工作站，3个ESI全球前1%学科，14个硕士学位授权一级学科，12个硕士专业学位授权类别，形成了信息、大气、经管三大学科群；有2.5万余名全日制在校生；现有教师1600余人，其中博士800余人，高级职称650余人，国务院政府特殊津贴专家、中科院百人计划、省学术和技术带头人、省突贡专家等120余人次；全国模范教师、全国气象教学名师、省优秀教师、省教学名师10余人，聘请100余名院士、长江、杰青等高层次专家为我校兼职教授。本校教师担任校外兼职博士生导师20余人。

## 历史沿革
- 1951年1月20日，中国人民解放军西南军区空军司令部气象管理处气象干部训练大队成立。
  - 1953年，改为地方建制。
  - 1954年，增办气象报务训练班。
- 1954年12月，改建为中央气象局成都气象干部学校。
  - 1955年，增办农业气象训练班。
  - 1955年8月，中央气象局长春通信干部学校并入該校。
- 1956年6月，改建为3年制中等专业学校中央气象局成都气象学校。
- 1958年9月，更名为成都气象学校，为4年制中专，同时增设农业气象专业。
  - 1966年，因“文化大革命”，学校招生停止，教学中断，其中中专招生中断7届。
  - 1970年，恢复通信机务、雷达机务、高空探测等专业的短期培训教学工作。
  - 1973年，恢复中专招生。
  - 1974年10月，设气象、高空气象、通信机务、气象雷达共4个专业，学制2年。
  - 1976年，学制改为3年。
- 1978年4月，扩建为4年制理工科本科高等院校成都气象学院，具有学士学位授予权。
- 2000年7月，更名成都信息工程学院。
  - 2001年，四川统计学校并入。
  - 2003年，获硕士学位授予权。
  - 2010年，中国气象局和四川省签约共建高校。
- 2015年，更名为成都信息工程大学。
  - 2020年3月18日，经中华人民共和国教育部批准，成都信息工程大学管理的独立学院成都信息工程大学银杏酒店管理学院脱离该校管理，并转设为民办本科院校成都银杏酒店管理学院[1]。

## 校区分布
- 航空港校区（新建校区，位于成都市西南航空港开发区学府路一段24号）
- 龙泉校区（原四川统计学校，位于成都市东南龙泉驿区阳光城幸福路10号）
- 人南校区(原成都气象学院老校区，位于成都市人民南路三段三号，现已大部分拆除）

## 院系设置
大气科学学院  电子工程学院  控制工程学院  软件工程学院
外国语学院  光电技术学院  政治学院  应用数学学院  
软件与服务外包学院  资源环境学院  计算机学院
通信工程学院  网络空间安全学院 统计学院 
管理学院  文化艺术学院  商学院  物流学院
继续教育学院  网络商学院

## 学科建设
- 一级学科博士点：1个
  - 大气科学
- 一级学科硕士点：14个
  - 应用经济学、马克思主义理论、数学、大气科学、统计学、电子科学与技术、信息与通信工程、控制科学与工程
  - 计算机科学与技术、环境科学与工程、软件工程、网络空间安全、管理科学与工程、工商管理学
- 本科专业：53个
- 省部级重点学科：5个
  - 气象学、信号与信息处理、计算机应用技术、环境科学、基础数学
- 省部级重点实验室：12个
  - 中国气象局大气探测重点开放实验室
  - 中国气象局气象信息技术联合研究中心
  - 国家统计局统计信息技术与数据挖掘重点开放实验室
  - 高原大气与环境研究中心
  - 四川省气象探测技术及装备工程技术研究中心
  - 四川省信息化应用支撑软件工程技术研究中心
  - 图形图像智能系统协同创新中心
  - 气象信息与信号处理四川省高校重点实验室
  - 气象信息共享与数据挖掘四川省高校重点实验室
  - 大气环境模拟与污染控制四川省高校重点实验室
  - 物理场生物效应及仪器四川省高校重点实验室
  - 信息材料及器件化应用四川省高校重点实验室

## 优势科研
- 气象雷达信号与信息处理
- 青藏高原天气气候
- 统计与数据挖掘

## 杰出校友
- 上海交通大学校长助理、教授 杨宇航
- 中国科学院气候研究所所长 博士生导师 赵平
- 中国科学院资源与环境科学技术局副局长 陈泮勤
- 中国气象学会理事 博士生导师 罗德海
- 中国科学技术大学软件学院院长 李曦
- 成都信息工程学院大气科学系主任 李国平
- 国家环保总局自然生态保护司副司长 庄国泰
- 中国气象科学研究院副研究员 梁海河
- 酒泉卫星发射中心气象室主任 刘汉涛
- 中国联通四川公司副总经理 陆斌
- 现任bilibili董事长 陈睿

## 校园广播站
成都信息工程大学校园广播站(the Radio Campus of CUIT)，简称RCC，成立于2001年。是成都信息工程大学校团委独立专属的重要校园信息传播媒体机构。
主要向全校师生播放时事、体育、文艺等节目，开始播音时间为工作日的12：05及17：45，以及公休日的17：05左右。
RCC在四川汶川大地震（5.12大地震）期间，主要向全院师生播放学校通知及政府公告。
下设部门：播音、编辑、外联、宣传。